# François van Geen
François Marie Leon baron van Geen (Den Helder, 15 juli 1866 - Den Haag, 3 mei 1944) was een Nederlands militair en hoveling. Hij was lid van de familie Van Geen en kleinzoon van officier Mattheus van Geen. Hij was kamerheer van koningin Wilhelmina en van 1904 tot 1934 haar particulier secretaris.

## Loopbaan
Tijdens de Tweede Wereldoorlog was Van Geen kanselier der Nederlandse Orden. Hij vestigde zich in 1940 in het dan ongebruikte gebouw van het, destijds, Kabinet van de Koningin aan de Vijverberg in Den Haag.
Van Geen bewees zijn vorstin een grote dienst, maar historici bepaald niet, door in 1940 alle archiefstukken over het privéleven van de koningin en vooral van prins Hendrik te verbranden.
Van Geen verzamelde 181 voordrachten voor de Militaire Willems-Orde, maar door de bezetting kwam het in Nederland tot aan de bevrijding niet tot benoemingen.

## Onderscheidingen
In 1936 benoemde Wilhelmina hem tot grootkruis in de Huisorde van Oranje, daarnaast was hij ook ridder in de Orde van de Nederlandse Leeuw en grootofficier in de Orde van Oranje-Nassau. In 1897 had hij als luitenant-ter-zee IIe klasse in Atjeh, Nederlands-Indië, het ridderkruis van de Militaire Willems-Orde verworven.

## Familie
Met zijn vrouw jkvr. Adolphine Warnerdina Anna van der Wijck (1875-1932) kreeg hij drie kinderen, onder wie jhr. Alexander van Geen (1903-1942) die op achtendertigjarige leeftijd om het leven kwam tijdens de Slag in de Javazee.